# Baliga bicarunculata
Baliga bicarunculata är en insektsart som först beskrevs av Brauer 1868.  Baliga bicarunculata ingår i släktet Baliga och familjen myrlejonsländor. Inga underarter finns listade i Catalogue of Life.